# Nemacheilidae
Họ Cá chạch suối (danh pháp khoa học: Nemacheilidae) là một họ cá trong bộ Cypriniformes với các loài cá sống trong môi trường suối ghềnh ở lục địa Á Âu trừ chi Afronemacheilus được tìm thấy ở châu Phi. Số loài đã biết trong họ này lên đến 790.

## Các chi
- Aborichthys
- Acanthocobitis
- Afronemacheilus
- Barbatula
- Claea
- Draconectes [1]
- Dzihunia
- Eonemachilus
- Hedinichthys
- Heminoemacheilus
- Homatula
- Ilamnemacheilus
- Indoreonectes
- Indotriplophysa
- Iskandaria
- Labiatophysa
- Lefua
- Mesonoemacheilus
- Metaschistura
- Micronemacheilus
- Nemacheilus
- Nemachilichthys
- Neonoemacheilus
- Oreonectes
- Oxynoemacheilus
- Paracanthocobitis [2]
- Paracobitis
- Paranemachilus
- Paraschistura
- Petruichthys
- Physoschistura
- Protonemacheilus
- Pteronemacheilus [3]
- Qinghaichthys
- Schistura
- Sectoria
- Seminemacheilus
- Speonectes
- Sphaerophysa
- Sundoreonectes
- Tarimichthys
- Traccatichthys
- Triplophysa
- Troglocobitis
- Tuberoschistura
- Turcinoemacheilus
- Yunnanilus